# Wild Grey
Wild Grey, en coréen 와일드 그레이, est une comédie musicale sud-coréenne de la librettiste et parolière Ji-hyun Lee et du compositeur Yong-beom Wang.

## Postulat
Londres, fin du XIXe siècle.
L'écrivain irlandais Oscar Wilde vient de publier Le Portrait de Dorian Gray, une œuvre fantastique totalement révolutionnaire. Mais sa parution bouleverse la société britannique, laquelle s'indigne de sa nature subversive et supposément amorale. La controverse s'intensifie, au point d'entacher sérieusement la réputation de son auteur.
La vie privée d'Oscar ne vaut guère mieux. Son amant et muse, Bosie, s'éloigne de lui. Leur idylle suscite un scandale sans précédent qui mènera Wilde en prison.
Seul Robert Ross, ancien amant et meilleur ami du romancier, le soutiendra jusqu'au bout....

## Bande-originale
1. 안개 (Ross)
2. 아름다움만이 (Wilde)
3. 도리안 (Bosie)
4. 와일드 그레이 (Wilde, Ross)
5. 더러운 피 (Bosie)
6. 초상화 (Wilde, Bosie, Ross)
7. 살로메 (Bosie, Wilde)
8. 기억나 (Ross)
9. 동화 (Wilde, Ross)
10. 보여줘 (Bosie, Wilde)
11. 당신의 눈 (Bosie)
12. 무슨 일이든 일어나야 해 (Ross, Bosie, Wilde)
13. 초상화2 (Bosie)
14. 초상화 (reprise) (Wilde)
15. 에피파니 / Epiphany (Wilde)
16. 너는 없었어 (Ross, Bosie)
17. 동화 (reprise) (Ross)
18. 편지 (Wilde)

## Distributions

### Castings sud-coréens
| Personnage             | 2021                                      | 2023                                                   | 2025                                      |
| ---------------------- | ----------------------------------------- | ------------------------------------------------------ | ----------------------------------------- |
| Oscar Wilde            | Enoch / Min Jung / Min-Sung Park          | Min Jung / Min-Sung Park / Kyung-soo Kim               | Min Jung / Kyung-soo Kim / Min-jin Joo    |
| Alfred Douglas (Bosie) | Jeong Hwi / Jun-hwi Park / Dong-hyun Baek | Jeong Hwi / Ri-Hyun Kim / Jae-hwan Jung / Seok-Ho Yoon | Jeong Hwi / Ri-Hyun Kim / Ki-beom Hong    |
| Robert Ross            | Seung-an Hong / Ji-hwan Ahn / Bae Na-ra   | Ki-se Jung / Ji-hwan Ahn / Ji-hoon Kim                 | Jo Min-ho / Jun-hyung Park / Soo-bin Shin |

### Casting japonais
| Interprète             | 2025                                |
| ---------------------- | ----------------------------------- |
| Oscar Wilde            | Toshiki Tateishi / Yūsuke Hirose    |
| Alfred Douglas (Bosie) | Higashijima Misato / Kōhei Fukuyama |
| Robert Ross            | Seiji Fukushi / Sōichi Hirama       |
| Pianiste               | Ai Otani / Moeri Kobayashi          |
| Violoniste             | Maiko Isobe / Shiori Nishihara      |
| Violoncelliste         | Miyako Kira / Ryo Hitomi            |

## Productions

### Version originale sud-coréenne
Wild Grey est une comédie musicale originale sud-coréenne. Quoique très romancée, elle se base sur des faits réels : la relation amoureuse entre Oscar Wilde et Lord Alfred Douglas, l'affaire de mœurs qui en a découlée (connue sous l'appellation de « scandale Queensberry ») ainsi que le combat de Robert Ross pour faire reconnaître l'œuvre de Wilde à la mort de ce dernier.
La librettiste et parolière Ji-hyun Lee (célèbre pour Dwarfs, sa réinterprétation satirique multirécompensée des contes de fées) est à l'origine du projet. Elle est accompagnée par Yong-beom Wang, compositeur des comédies musicales Midnight et Rachmaninov. Orupina assure la mise en scène.
La comédie musicale a pour spécificité de ne compter que trois interprètes, accompagnés d'un piano, un violoncelle et un violon. Les acteurs Min Jung et Jeong Hwi ont respectivement campé Wilde et Bosie dans toutes les moutures sud-coréennes,,.
Face à l'engouement, Wild Grey connaît deux revivals, en 2023 et 2025,.

### Adaptation japonaise
En 2024, une adaptation japonaise de Wild Grey est annoncée. La traduction est signée par Juri Ishikawa. Muneko Nemoto est en charge de la version japonaise, dont elle réalise l'adaptation et la mise en scène. Nemoto signe également les paroles nippones aux côtés de Yuriko Hoshina.
Le casting comporte deux distributions jouant en alternance : Plume rouge (Toshiki Tateishi / Higashijima Misato / Seiji Fukushi) et Plume bleue (Yūsuke Hirose / Kōhei Fukuyama / Sōichi Hirama). Initialement annoncé en Bosie, Dai Gotō doit finalement renoncer au rôle pour des raisons médicales ; il est remplacé par Higashijima Misato.
Produite par Horipro, la comédie musicale se joue du 8 au 26 janvier 2025 au Nouveau théâtre national de Tokyo. En février, la pièce est programmée à Nagoya, Osaka et Takasaki.
Cette adaptation remporte également un franc succès,,. Elle est en outre très bien accueillie par la créatrice Ji-hyun Lee.